# Inbiolampis
Inbiolampis is een geslacht van rechtvleugeligen uit de familie Romaleidae. De wetenschappelijke naam van dit geslacht is voor het eerst geldig gepubliceerd in 2012 door Rowell.

## Soorten
Het geslacht Inbiolampis  is monotypisch en omvat slechts de volgende soort:
- Inbiolampis herediensis (Rowell, 2012)